# Ниверне

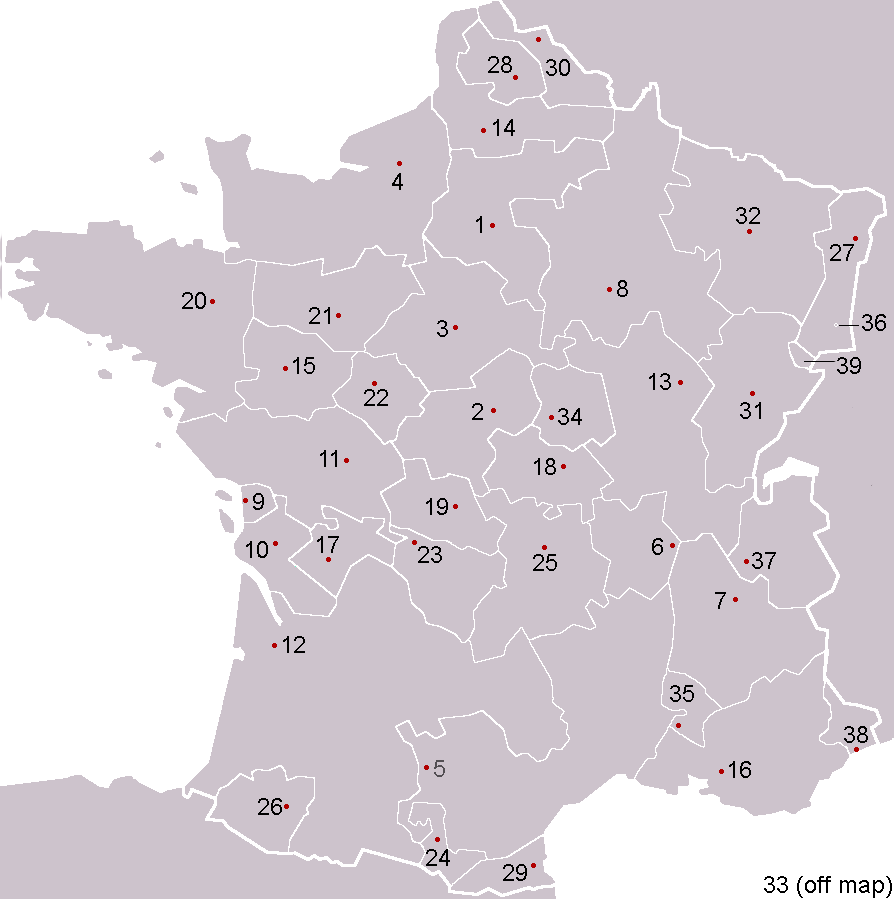
Исторические области Франции. Ниверне обозначена номером 34.

Ниверне́ (фр. Nivernais) — одна из исторических провинций Франции.
Была дарована Людовиком Благочестивым своему сыну Пипину и со второй половины IX века на её территории располагалось графство Невер. Площадь Ниверне оценивалась в 6,8 тыс. км².
Столицей был город Невер. Провинция занимала современный департамент Ньевр и прилегающую территорию на правобережье в среднем течении Луары. На севере Ниверне граничила с Орлеане, на севере и востоке — с Бургундией, на юге — с Бурбонне, на западе — с Берри.
После Великой французской революции провинция была упразднена.
Важнейшие города — Шато-Шинон-Виль, Донзи, Кламси, Десиз. Благодаря почвам и влажному климату территория Ниверне была в основном покрыта лесами.
В 1784 году началось строительство канала, названного после по имени провинции.